# پرواز شبانه
پرواز شبانه (به فرانسوی: Vol de nuit) دومین رمان نویسندهٔ فرانسوی، آنتوان دو سنت‌اگزوپری است. این اثر اولین بار در ۱۹۳۱ منتشر و تبدیل به یک کتاب پرفروش در سطح جهانی شد.

## پیشینه
کتاب براساس تجربهٔ آنتوان دو سنت‌اگزوپری به‌عنوان یک خلبان پُست هوایی و مدیر شرکت ایروپستا ارجنتینا است.

## داستان
شبی فابیان، خلبان پُست هوایی، در حین پرواز در طوفان گم می‌شود. مدیر وی، ریویر، کم‌کم با وضعیت روبه‌رو می‌شود. او هم باید به همسر فابیان خبر گم‌شدن وی را بدهد و از طرف دیگر باید به ادارهٔ شرکت پُست هوایی ادامه دهد و جان خلبان‌های دیگر را به خطر بیندازد...

## فیلم
در ۱۹۳۳ فیلمی به کارگردانی کلارنس براون و بازی کلارک گیبل، هلن هیز، میرنا لوی، جان باریمور، لیونل باریمور و رابرت مونتگومری ساخته شد.

## جوایز
در سال ۱۹۳۱ این کتاب جایزهٔ فمینا را برد. تا قبل از دریافت این جایزه، آنتوان دو سنت‌اگزوپری آنچنان شناخته‌شده نبود، ولی پس از دریافت این جایزه نام وی بر سر زبان‌ها افتاد.